# Open d'Australie (golf)
Pour les articles homonymes, voir Open d'Australie (homonymie).
L'Open d'Australie est l'un des tournois principaux de golf du PGA Tour of Australasia. Il se déroule chaque année depuis 1904 en novembre. Il est l'un des opens nationaux qui est pris en compte dans le système du classement officiel du golf international professionnel.
Le vainqueur du tournoi reçoit la Coupe Kirkwood (nom en référence de Joe Kirkwood, Sr. qui permit au tournoi d'avoir une reconnaissance international en 1920). Bien que la récompense est moindre par rapport aux grands tournois de golf, il reste un tournoi traditionnel et apprécie par les meilleurs golfeurs du monde.  

## Vainqueurs
| Année | Champion                                           | Pays                                               |
| ----- | -------------------------------------------------- | -------------------------------------------------- |
| 2016  | Jordan Spieth                                      | États-Unis                                         |
| 2015  | Matt Jones                                         | Australie                                          |
| 2014  | Jordan Spieth                                      | États-Unis                                         |
| 2013  | Rory McIlroy                                       | Irlande du Nord                                    |
| 2012  | Peter Senior                                       | Australie                                          |
| 2011  | Greg Chalmers                                      | Australie                                          |
| 2010  | Geoff Ogilvy                                       | États-Unis                                         |
| 2009  | Adam Scott                                         | Australie                                          |
| 2008  | Tim Clark                                          | Afrique du Sud                                     |
| 2007  | Craig Parry                                        | Australie                                          |
| 2006  | John Senden                                        | Australie                                          |
| 2005  | Robert Allenby                                     | Australie                                          |
| 2004  | Peter Lonard                                       | Australie                                          |
| 2003  | Peter Lonard                                       | Australie                                          |
| 2002  | Stephen Allan                                      | Australie                                          |
| 2001  | Stuart Appleby                                     | Australie                                          |
| 2000  | Aaron Baddeley                                     | Australie                                          |
| 1999  | Aaron Baddeley (amateur)                           | Australie                                          |
| 1998  | Greg Chalmers                                      | Australie                                          |
| 1997  | Lee Westwood                                       | Angleterre                                         |
| 1996  | Greg Norman                                        | Australie                                          |
| 1995  | Greg Norman                                        | Australie                                          |
| 1994  | Robert Allenby                                     | Australie                                          |
| 1993  | Brad Faxon                                         | États-Unis                                         |
| 1992  | Steve Elkington                                    | Australie                                          |
| 1991  | Wayne Riley                                        | Australie                                          |
| 1990  | John Morse                                         | États-Unis                                         |
| 1989  | Peter Senior                                       | Australie                                          |
| 1988  | Mark Calcavecchia                                  | États-Unis                                         |
| 1987  | Greg Norman                                        | Australie                                          |
| 1986  | Rodger Davis                                       | Australie                                          |
| 1985  | Greg Norman                                        | Australie                                          |
| 1984  | Tom Watson                                         | États-Unis                                         |
| 1983  | Peter Fowler                                       | Australie                                          |
| 1982  | Bob Shearer                                        | Australie                                          |
| 1981  | Bill Rogers                                        | États-Unis                                         |
| 1980  | Greg Norman                                        | Australie                                          |
| 1979  | Jack Newton                                        | Australie                                          |
| 1978  | Jack Nicklaus                                      | États-Unis                                         |
| 1977  | David Graham                                       | Australie                                          |
| 1976  | Jack Nicklaus                                      | États-Unis                                         |
| 1975  | Jack Nicklaus                                      | États-Unis                                         |
| 1974  | Gary Player                                        | Afrique du Sud                                     |
| 1973  | J. C. Snead                                        | États-Unis                                         |
| 1972  | Peter Thomson                                      | Australie                                          |
| 1971  | Jack Nicklaus                                      | États-Unis                                         |
| 1970  | Gary Player                                        | Afrique du Sud                                     |
| 1969  | Gary Player                                        | Afrique du Sud                                     |
| 1968  | Jack Nicklaus                                      | États-Unis                                         |
| 1967  | Peter Thomson                                      | Australie                                          |
| 1966  | Arnold Palmer                                      | États-Unis                                         |
| 1965  | Gary Player                                        | Afrique du Sud                                     |
| 1964  | Jack Nicklaus                                      | États-Unis                                         |
| 1963  | Gary Player                                        | Afrique du Sud                                     |
| 1962  | Gary Player                                        | Afrique du Sud                                     |
| 1961  | Frank Phillips (en)                                | Australie                                          |
| 1960  | Bruce Devlin (amateur)                             | Australie                                          |
| 1959  | Kel Nagle                                          | Australie                                          |
| 1958  | Gary Player                                        | Afrique du Sud                                     |
| 1957  | Frank Phillips (en)                                | Australie                                          |
| 1956  | Bruce Crampton                                     | Australie                                          |
| 1955  | Bobby Locke                                        | Afrique du Sud                                     |
| 1954  | Ossie Pickworth                                    | Australie                                          |
| 1953  | Norman Von Nida                                    | Australie                                          |
| 1952  | Norman Von Nida                                    | Australie                                          |
| 1951  | Peter Thomson                                      | Australie                                          |
| 1950  | Norman Von Nida                                    | Australie                                          |
| 1949  | Eric Cremin                                        | Australie                                          |
| 1948  | Ossie Pickworth                                    | Australie                                          |
| 1947  | Ossie Pickworth                                    | Australie                                          |
| 1946  | Ossie Pickworth                                    | Australie                                          |
| 1945  | Tournoi annulé pendant la Seconde Guerre mondiale  | Tournoi annulé pendant la Seconde Guerre mondiale  |
| 1944  | Tournoi annulé pendant la Seconde Guerre mondiale  | Tournoi annulé pendant la Seconde Guerre mondiale  |
| 1943  | Tournoi annulé pendant la Seconde Guerre mondiale  | Tournoi annulé pendant la Seconde Guerre mondiale  |
| 1942  | Tournoi annulé pendant la Seconde Guerre mondiale  | Tournoi annulé pendant la Seconde Guerre mondiale  |
| 1941  | Tournoi annulé pendant la Seconde Guerre mondiale  | Tournoi annulé pendant la Seconde Guerre mondiale  |
| 1940  | Tournoi annulé pendant la Seconde Guerre mondiale  | Tournoi annulé pendant la Seconde Guerre mondiale  |
| 1939  | Jim Ferrier (amateur)                              | Australie                                          |
| 1938  | Jim Ferrier (amateur)                              | Australie                                          |
| 1937  | G W Naismith                                       | Australie                                          |
| 1936  | Gene Sarazen                                       | États-Unis                                         |
| 1935  | F W McMahon                                        | Afrique du Sud                                     |
| 1934  | W J Bolger                                         | Australie                                          |
| 1933  | M L Kelly                                          | Australie                                          |
| 1932  | M J Ryan (amateur)                                 | Australie                                          |
| 1931  | I H Whitton (amateur)                              | Australie                                          |
| 1930  | F P Eyre                                           | Australie                                          |
| 1929  | I H Whitton (amateur)                              | Australie                                          |
| 1928  | F Popplewell                                       | Australie                                          |
| 1927  | R Stewart                                          | Afrique du Sud                                     |
| 1926  | I H Whitton (amateur)                              | Australie                                          |
| 1925  | F Popplewell                                       | Australie                                          |
| 1924  | A Russell (amateur)                                | Australie                                          |
| 1923  | T E Howard                                         | Australie                                          |
| 1922  | C Campbell                                         | Australie                                          |
| 1921  | A Le Fevre                                         | Australie                                          |
| 1920  | Joe Kirkwood, Sr.                                  | Australie                                          |
| 1919  | Tournoi annulé pendant la Première Guerre mondiale | Tournoi annulé pendant la Première Guerre mondiale |
| 1918  | Tournoi annulé pendant la Première Guerre mondiale | Tournoi annulé pendant la Première Guerre mondiale |
| 1917  | Tournoi annulé pendant la Première Guerre mondiale | Tournoi annulé pendant la Première Guerre mondiale |
| 1916  | Tournoi annulé pendant la Première Guerre mondiale | Tournoi annulé pendant la Première Guerre mondiale |
| 1915  | Tournoi annulé pendant la Première Guerre mondiale | Tournoi annulé pendant la Première Guerre mondiale |
| 1914  | Tournoi annulé pendant la Première Guerre mondiale | Tournoi annulé pendant la Première Guerre mondiale |
| 1913  | I H Whitton (amateur)                              | Australie                                          |
| 1912  | I H Whitton (amateur)                              | Australie                                          |
| 1911  | C Clark                                            | Australie                                          |
| 1910  | C Clark                                            | Australie                                          |
| 1909  | C Felstead (amateur)                               | Australie                                          |
| 1908  | C Pearce (amateur)                                 | Australie                                          |
| 1907  | Hon. M Scott (amateur)                             | Australie                                          |
| 1906  | C Clark                                            | Australie                                          |
| 1905  | D G Soutar                                         | Australie                                          |
| 1904  | Hon. M Scott (amateur)                             | Australie                                          |

## Nombre de victoires par joueur
| Pays | Golfeurs                                              | Total | Années                                   |
| ---- | ----------------------------------------------------- | ----- | ---------------------------------------- |
|      | Gary Player                                           | 7     | 1958, 1962, 1963, 1965, 1969, 1970, 1974 |
|      | Jack Nicklaus                                         | 6     | 1964, 1968, 1971, 1975, 1976, 1978       |
|      | Greg Norman                                           | 5     | 1980, 1985, 1987, 1995, 1996             |
|      | I.H. Whitton (amateur)                                | 5     | 1912, 1913, 1926, 1929, 1931             |
|      | Ossie Pickworth                                       | 4     | 1946, 1947, 1948, 1954                   |
|      | Peter Thomson                                         | 3     | 1951, 1967, 1972                         |
|      | Norman Von Nina                                       | 3     | 1950, 1952, 1953                         |
|      | C Clark                                               | 3     | 1906, 1910, 1911                         |
|      | Jordan Spieth                                         | 2     | 2014, 2016                               |
|      | Peter Senior                                          | 2     | 1989, 2012                               |
|      | Greg Chalmers                                         | 2     | 1998, 2011                               |
|      | Robert Allemby                                        | 2     | 1994, 2005                               |
|      | Peter Lonard                                          | 2     | 2003, 2004                               |
|      | Aaron Baddeley (première victoire en tant qu'amateur) | 2     | 1999, 2000                               |
|      | Frank Phillips (en)                                   | 2     | 1957, 1961                               |
|      | Jim Ferrier (amateur)                                 | 2     | 1938, 1939                               |
|      | F Popplewell                                          | 2     | 1925, 1929                               |
|      | Hon M. Scott (amateur)                                | 2     | 1904, 1907                               |